# Miara wewnętrznie regularna
Miara wewnętrznie regularna – miara, dla której miara zbioru może być przybliżana od dołu przez podzbiory zwarte.

## Definicja formalna
Niech {\displaystyle (X,\tau )} będzie przestrzenią topologiczną Hausdorffa, a {\displaystyle {\mathfrak {M}}} σ-algebrą na {\displaystyle X} zawierającą topologię {\displaystyle \tau } (tak, że każdy zbiór otwarty jest zarazem mierzalny, a {\displaystyle {\mathfrak {M}}} jest co najmniej tak silna, jak σ-algebra borelowska na {\displaystyle X}). Miarę {\displaystyle \mu } określoną na przestrzeni mierzalnej {\displaystyle (X,{\mathfrak {M}})} nazywa się wewnętrznie regularną, jeżeli dla każdego zbioru {\displaystyle A\in {\mathfrak {M}}} zachodzi
{\displaystyle \mu (A)=\sup\{\mu (K)\colon {\mbox{zwarty }}K\subseteq A\}.}
Własność tę określa się czasami słownie jako „przybliżanie od dołu przez zbiory zwarte”.
Niektórzy autorzy używają terminu „ciasna (jędrna)” jako synonimu dla „wewnętrznie regularna”. Nazwa ta jest blisko związana z jędrnością rodziny miar, ponieważ miara {\displaystyle \mu } jest wewnętrznie regularna wtedy i tylko wtedy, gdy dla każdego {\displaystyle \varepsilon >0} istnieje pewny podzbiór zwarty {\displaystyle K\subseteq X} taki, że {\displaystyle \mu (X\setminus K)<\varepsilon .} Jest to dokładnie warunek na to, aby jednoelementowa rodzina miar {\displaystyle \{\mu \}} była jędrna.